# Margarinotus unus
Margarinotus unus är en skalbaggsart som beskrevs av Miłosz A. Mazur 2007. Margarinotus unus ingår i släktet Margarinotus och familjen stumpbaggar. Inga underarter finns listade i Catalogue of Life.